# Río Mosela
El  río Mosela (en francés: Moselle; en alemán: Mosel; en luxemburgués: Musel) es un río de Europa, afluente izquierdo del Rin, que discurre por el noreste de Francia, el este de Luxemburgo y el oeste de Alemania.

## Geografía
Tiene sus fuentes en el macizo de los Vosgos (Francia) y desemboca en el río Rin en Coblenza (Alemania). En su mayor parte discurre por Francia. Su curso tiene una longitud de 560 km (313 km exclusivamente en Francia, 39 km formando la frontera entre Luxemburgo y Alemania, y 208 km exclusivamente en Alemania).

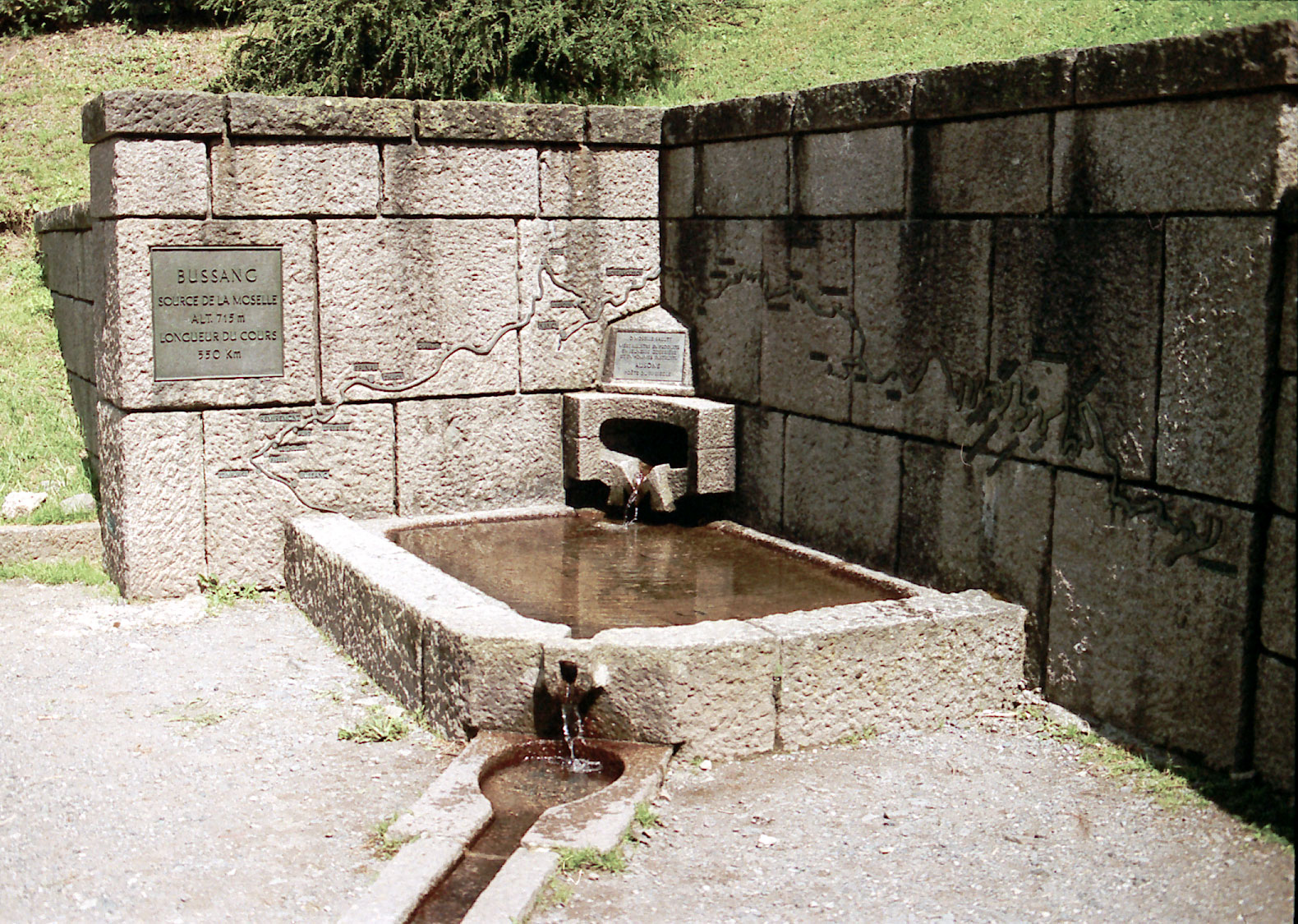
Nacimiento del Mosela.

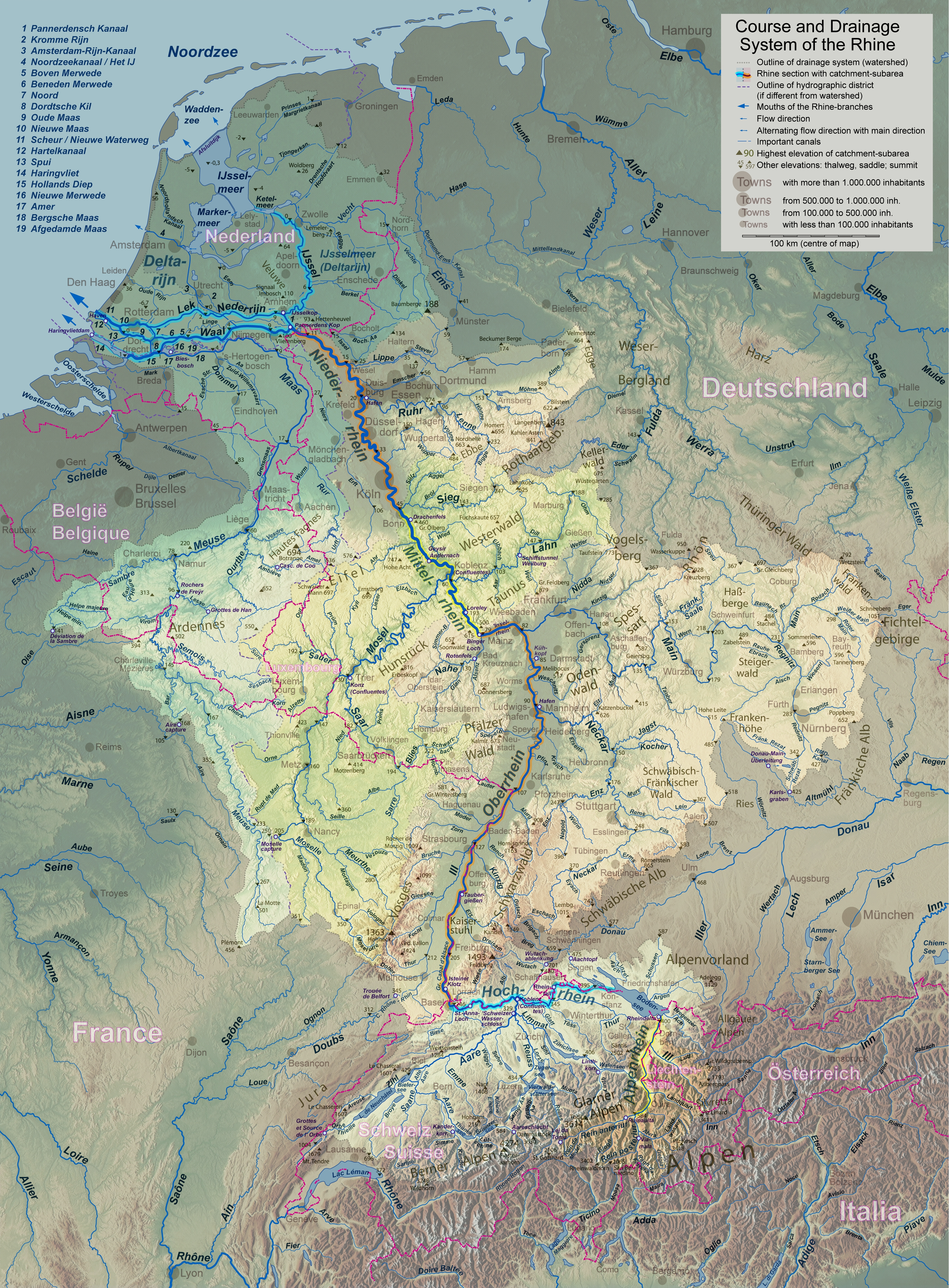
El río Mosela en un mapa del Rin

Una fuente situada a 731 m de altitud - cerca del paso de Bussang (departamento de los Vosgos) - se presenta como fuente oficial, pero el río se forma por la reunión de varios riachuelos, algunos de los cuales nacen a más de 1000 m de altitud en el macizo de Grand Drumont.
- Departamentos y principales ciudades que atraviesa en Francia:
  - Vosgos: Épinal
  - Meurthe y Mosela: Neuves-Maisons, Toul, Pont-à-Mousson
  - Mosela: Metz, Hagondange, Thionville, Sierck-les-Bains.

- Principales ciudades que cruza fuera de Francia:
  - en Luxemburgo: Schengen, Remich, Grevenmacher, Wasserbillig
  - en Alemania (Sarre y Renania-Palatinado): Tréveris, Coblenza.

## Hidrología
El alto Mosela y sus primeros afluentes por la derecha (Moselotte, Vologne y Meurthe) tienen un régimen pluvio-nival marcado, pero sus otros afluentes, nacidos en la meseta lorenesa, están sometidos a un régimen oceánico. Las diferencias estacionales se traducen habitualmente en un caudal máximo en enero - cerca de 1,8 veces su módulo - y un mínimo en julio - 0,4 veces.
Las crecidas invernales pueden ser devastadoras si un importante episodio de nieve va seguido de fuertes lluvias sobre un suelo saturado. Así pasó en diciembre de 1919 y en diciembre de 1947, produciendo muertes. Y a la inversa, graves estiajes son también frecuentes: en agosto de 1964, el caudal fue de sólo 6,85 m³/s en la estación de medición de Hauconcourt.

## Afluentes
Los principales afluentes del río Mosela son:
- en Francia: Moselotte, Vologne, Madon, Meurthe, Rupt de Mad, Seille, Orne, Fensch, Gander, Manse;
- en Luxemburgo: Sûre, Syre, Laafbaach, Leiteschbaach, Rouderbaach, Gehaansbaach, Kelsbaach, Donverbaach, Aalbaach, Kurlerbaach, Duelemerbaach;
- en Alemania: Sarre, Sauer, Ruwer, Kyll, Salm, Lieser, Alf (río).

## Economía

### Navegación
El  Mosela está canalizado para un gran calado y es accesible a gabarras de 3000 toneladas hasta Neuves-Maisons. Esto ha permitido a Francia obtener un acceso directo al mar del Norte, a través del Rin, para su región industrial lorenesa.

### Viñedos
El valle del Mosela en Alemania es bien conocido por sus vinos, que forman parte la apelación Mosella-Sarre-Ruwer. Estos viñedos producen principalmente vinos blancos, de los que el más famoso es el riesling.

### Turismo
Uno de los tramos más pintorescos del Mosela se encuentra en Alemania, donde el río pasa dulcemente entre los macizos de Eifel y Hunsrück, en un bello valle plantado de viñedos inclinados. Desde Palzern, cerca de la frontera luxemburguesa hasta Coblenza, una ruta para bicicletas de 435 km de longitud recorre este valle, también salpicado de castillos y ruinas situadas sobre las cimas. Existe asimismo la posibilidad de efectuar paseos en barco en numerosas ciudades e incluso cruceros de varios días por el Mosela y el Rin.

## Enlaces externos

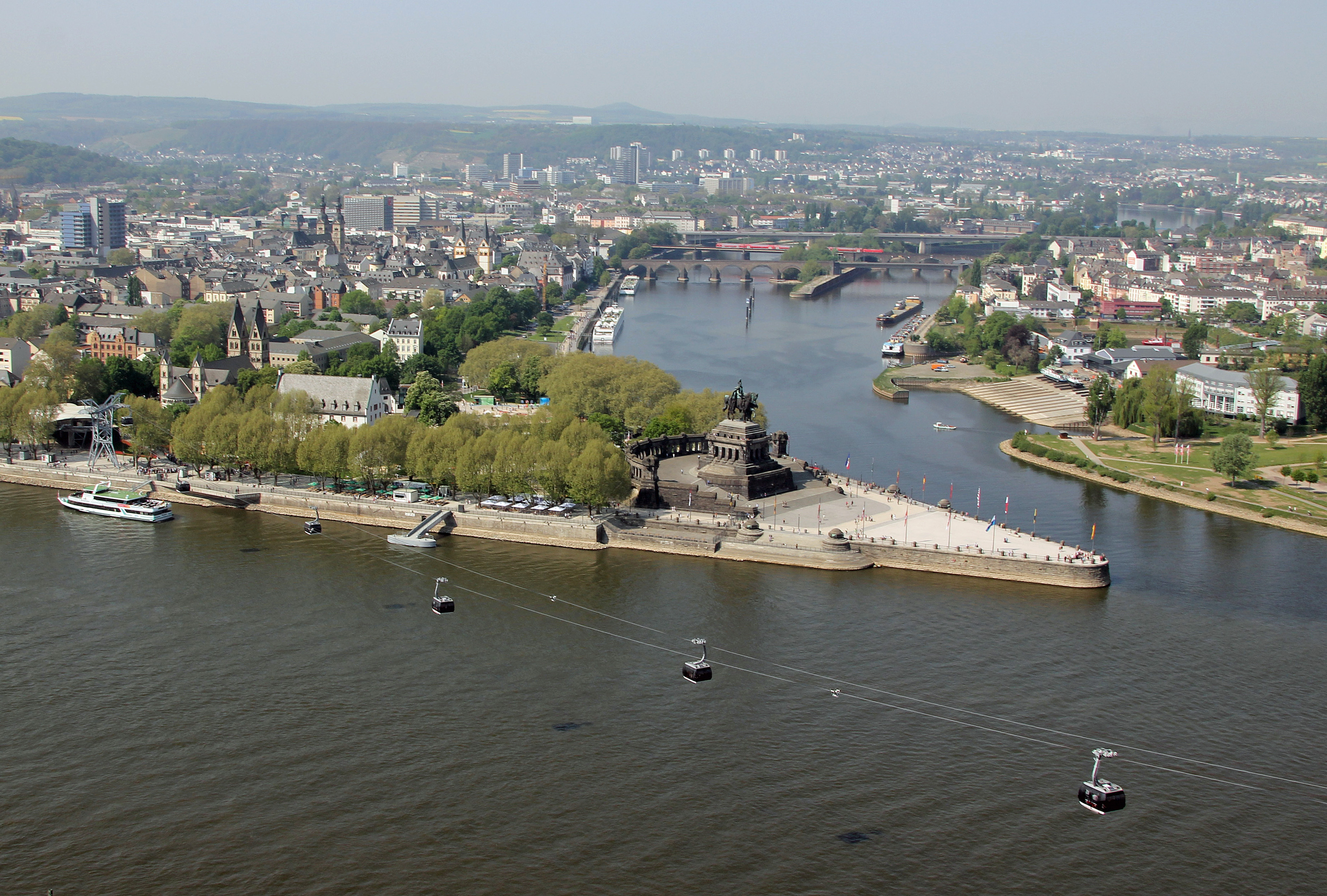
Confluencia con el Rin en Coblenza.